# Myriad Colors Phantom World
Myriad Colors Phantom World (無彩限のファントム・ワールド?, Musaigen no Fantomu Wārudo, lett. "Il mondo fantasma dai mille colori") è una serie di romanzi fantasy giapponese scritta da Sōichirō Hatano ed illustrata da Shirabi. Tre volumi sono stati pubblicati dalla Kyoto Animation a partire dal 20 dicembre 2013. Un adattamento anime, sempre prodotto dalla Kyoto Animation, è stato trasmesso in Giappone tra il 7 gennaio e il 31 marzo 2016.

## Trama
In un futuro prossimo, la fuga accidentale di un virus sperimentale ha provocato un cambiamento nei meccanismi del cervello che ha reso possibile a tutti gli esseri umani di vedere entità extra-dimensionali chiamate "Phantom". In particolare alcuni bambini nati dopo l'incidente hanno sviluppato poteri speciali che possono essere usati per combattere i Phantom e sigillarli. Sebbene la maggior parte dei Phantom sia innocua, molti di questi giovani superdotati, tra cui Haruhiko Ichijo, si distribuiscono in vari club e gruppi per affrontarne i campioni problematici, compresi quelli che mettono in pericolo l'umanità.

## Personaggi

I protagonisti della serie. Da sinistra: Koito, Mai, Kurumi, Albrecht, Ruru, Haruhiko e Reina

Haruhiko Ichijo (一条 晴彦?, Ichijō Haruhiko)
Doppiato da: Hiro Shimono e Omi Minami (da bambino)
Uno studente del primo anno delle scuole superiori e il protagonista. Il suo potere consiste nel convocare o sigillare i Phantom disegnandoli in un quaderno di schizzi. Grazie alla biblioteca che si trova a casa sua, ha una vasta conoscenza su numerosi argomenti diversi, ma la maggior parte delle volte queste sue conoscenze vengono viste come inutili dai suoi compagni di squadra. I suoi genitori si sono separati quando era bambino ma spera che si riuniscano di nuovo per riformare una famiglia felice. Nell'anime, la maggior parte degli episodi inizia con Haruhiko che fornisce una breve spiegazione su alcuni argomenti.
Mai Kawakami (川神 舞?, Kawakami Mai)
Doppiata da: Sumire Uesaka
Una studentessa del secondo anno delle superiori, nonché la compagna di squadra originale di Haruhiko. È specializzata in combattimenti ravvicinati e la sua abilità consiste nel convogliare poteri elementali attraverso il suo corpo, come il fuoco dal suo cuore, la terra dalla sua milza, il metallo dai suoi polmoni, l'acqua dai suoi reni e il legno dalle ascelle. Conosce Haruhiko da quando era bambina; a detta di quest'ultimo la ragazza è sempre stata una testa calda e violenta. Sembra nutrire dei sentimenti per l'amico Haruhiko.
Reina Izumi (和泉 玲奈?, Izumi Reina)
Doppiata da: Saori Hayami
Una studentessa delle superiori del primo anno nonché nuovo membro del team di Haruhiko. È una Phantom Eater, un potere insolito che le permette di sigillare i fantasmi aspirandoli e mangiandoli. È stata anche addestrata nell'autodifesa di base, come si vede quando assalta Haruhiko quando questa la tocca. Ha un grande appetito e lotta costantemente per ottenere abbastanza denaro per mangiare, nonostante provenga da una famiglia benestante. Ha una sorella maggiore che è scappata di casa perché i loro genitori sono molto severi e hanno una forte antipatia per i Phantom. Ammira moltissimo Mai, che trova simile alla sua sorella maggiore. Nel corso della serie svilupperà dei sentimenti per Haruhiko.
Koito Minase (水無瀬 小糸?, Minase Koito)
Doppiata da: Maaya Uchida
Una studentessa appena trasferita che indossa sempre delle cuffie. La sua abilità si manifestò per la prima volta quando era alle elementari quando un Phantom attaccò i conigli a cui era stata assegnata la cura nel cortile della scuola. Riuscì a sigillare il Phantom con la sua abilità, ma nel frattempo danneggiò gran parte della scuola. Quest'evento finirà per farla temere dagli amici e persino dai suoi genitori, portandola a sviluppare una personalità antisociale. La sua abilità è un potente attacco sonoro che impiega la sua voce, che può stordire o sigillare i Phantom. Le piace mettere molto zucchero nelle bevande calde. Con il tempo proverà anche lei dei sentimenti per Haruhiko.
Ruru (ルル?)
Doppiata da: Azusa Tadokoro
Una Phantom buona che ha l'aspetto di una fatina. Segue sempre Haruhiko e si diverte a prendere in giro lui e gli altri personaggi. Appare esclusivamente nell'anime. Il suo nome per intero è Rururaruri Rurararirararururirirari Rirararururararururararirari.
Kurumi Kumamakura (熊枕 久瑠美?, Kumamakura Kurumi)
Doppiata da: Misaki Kuno
Personaggio originale dell'anime, è una timida studentessa di quarta elementare della divisione della scuola elementare della Hosea Academy che ammira il gruppo di Haruhiko. Porta sempre un orsacchiotto di nome Albrecht (che prende il nome da Alberto l'Orso) e ha una forte affinità con gli orsi poiché quasi tutto ciò che le è associato, dal suo cognome alla sua città natale e persino il suo cibo preferito, ha l'orso (Kuma) nel suo nome. L'abilità di Kurumi aumenta considerevolmente le dimensioni di Albrecht e gli permette di muoversi da solo e combattere. Come Minase, l'abilità di Kurumi si manifestò per la prima volta in giovane età. È piuttosto affezionata ad Haruhiko.
Shōsuke Morohashi (諸橋 翔介?, Morohashi Shōsuke)
Doppiato da: Daisuke Sakaguchi
Un amico nonché compagno di classe di Haruhiko di cui è solitamente invidioso perché tutti i suoi compagni di squadra sono bellissime ragazze.
Arisu Himeno (姫野 アリス?, Himeno Arisu)
Doppiata da: Kikuko Inoue
L'insegnante di Haruhiko, è la responsabile dell'assegnazione degli incarichi agli studenti con poteri speciali al fine di affrontare i Phantom che portano scompiglio in cambio di una ricompensa.

## Media

### Romanzi
La serie è stata scritta da Sōichirō Hatano con le illustrazioni di Shirabi. Il primo volume è stato pubblicato dalla Kyoto Animation il 20 dicembre 2013 ed entro il 17 febbraio 2016 ne sono stati messi in vendita tre in tutto.

#### Volumi
| Nº | Titolo italiano (traduzione letterale) Giapponese 「Kanji」 - Rōmaji                             | Data di prima pubblicazione             | Data di prima pubblicazione |
| Nº | Titolo italiano (traduzione letterale) Giapponese 「Kanji」 - Rōmaji                             | Giapponese                              |                             |
| 1  | Myriad Colors Phantom World 「無彩限のファントム・ワールド」 - Musaigen no Fantomu Wārudo        | 20 dicembre 2013 ISBN 978-4-907064-13-6 |                             |
| 2  | Myriad Colors Phantom World 2 「無彩限のファントム・ワールド ２」 - Musaigen no Fantomu Wārudo 2 | 30 ottobre 2015 ISBN 978-4-907064-34-1  |                             |
| 3  | Myriad Colors Phantom World 3 「無彩限のファントム・ワールド ３」 - Musaigen no Fantomu Wārudo 3 | 11 febbraio 2016 ISBN 978-4-907064-45-7 |                             |

### Anime
L'adattamento anime è stato annunciato sull'account Twitter ufficiale dello studio Kyoto Animation il 14 agosto 2015. La serie televisiva, diretta da Tatsuya Ishihara, è andata in onda dal 7 gennaio al 31 marzo 2016. Le sigle di apertura e chiusura sono rispettivamente Naked Dive degli Screen Mode e Junshin Always (純真Always?) di Azusa Tadokoro. In varie parti del mondo, tra cui l'Italia, gli episodi sono stati trasmessi in streaming, in contemporanea col Giappone, da Crunchyroll. Un episodio OAV è stato incluso nel settimo volume BD/DVD, pubblicato il 5 ottobre 2016.

#### Episodi
| Nº  | Titolo italiano Giapponese 「Kanji」 - Rōmaji                                                      | In onda          | In onda |
| Nº  | Titolo italiano Giapponese 「Kanji」 - Rōmaji                                                      | Giapponese       |         |
| 1   | L'epoca dei Phantom 「ファントムの時代」 - Fantomu no jidai                                        | 7 gennaio 2016   |         |
| 2   | Togliete di torno l'UFO molesto! 「迷惑UFOをやっつけろ！」 - Meiwaku UFO o yattsukero!             | 14 gennaio 2016  |         |
| 3   | Operazione copia mnemonica 「記憶コピペ作戦」 - Kioku kopipe sakusen                               | 21 gennaio 2016  |         |
| 4   | Una famiglia surrogato 「模造家族」 - Mozō kazoku                                                  | 28 gennaio 2016  |         |
| 5   | Non riesco a usare la mia abilità speciale! 「特異能力が使えない！」 - Tokui nōryoku ga tsukaenai! | 4 febbraio 2016  |         |
| 6   | Kurumi nel reame dei pupazzi 「久瑠美とぬいぐるみ王国」 - Kurumi to nuigurumi ōkoku                | 11 febbraio 2016 |         |
| 7   | La villa del gatto di Schrödinger 「シュレーディンガーの猫屋敷」 - Shurēdingā no neko yashiki      | 18 febbraio 2016 |         |
| 8   | Assalto alle terme delle scimmie! 「猿温泉を突破せよ！」 - Saru onsen o toppaseyo!                 | 25 febbraio 2016 |         |
| 9   | Una strana storia di phantom nel Bakumatsu 「幕末ファントム異聞」 - Bakumatsu Fantomu ibun         | 3 marzo 2016     |         |
| 10  | Il grande sogno della piccola Ruru 「小さいルルの大きな夢」 - Chiisai Ruru no ōki na yume          | 10 marzo 2016    |         |
| 11  | Un tenero, piccolo Haruhiko 「ちびっ子晴彦くん」 - Chibikko Haruhiko-kun                           | 17 marzo 2016    |         |
| 12  | La mamma ritorna 「母は帰りぬ」 - Haha wa kaerinu                                                  | 24 marzo 2016    |         |
| 13  | L'eterno mondo dei phantom 「永遠のファントム・ワールド」 - Eien no Fantomu Wārudo                 | 31 marzo 2016    |         |
| OAV | Il miracolo del puntino di Polka 「水玉の奇跡」 - Mizutama no kiseki                               | 5 ottobre 2016   |         |

## Accoglienza
Il primo volume è stato premiato con una menzione d'onore nella categoria romanzi del quarto Premio Kyoto Animation il 5 aprile 2013.